# Gonioctena hoki
Gonioctena hoki is een keversoort uit de familie bladkevers (Chrysomelidae). De wetenschappelijke naam van de soort werd in 2007 gepubliceerd door Takizawa.